# 268 Adorea
Adorea /əˈdɔːriə/ (định danh hành tinh vi hình: 268 Adorea) là một tiểu hành tinh rất lớn ở vành đai chính. Ngày 8 tháng 6 năm 1887, nhà thiên văn học người Pháp Alphonse L. N. Borrelly phát hiện tiểu hành tinh Adorea khi ông thực hiện quan sát ở Marseille. Thành phần cấu tạo của nó bằng cacbonat nguyên thủy. Nó thuộc nhóm tiểu hành tinh Themis.